# Zamarada chrysopa
Zamarada chrysopa är en fjärilsart som beskrevs av Fletcher 1974. Zamarada chrysopa ingår i släktet Zamarada och familjen mätare. Inga underarter finns listade i Catalogue of Life.